# ویکنت
ویکُنت (فرانسوی: vicomte‎ تلفظ فرانسوی: [vikɔ̃t]؛ فرانسوی باستان: visconte؛ انگلیسی: viscount)، یکی از لقب‌های نجیب‌زادگان در اروپا است. ویکنت در رده نجیب‌زادگی اروپایی مقامی بالاتر از بارون و پایین‌تر از اِرل (در بریتانیا) یا کنت (در باقی اروپا) است.

## یادداشت
1. ↑  در فارسی ویکنت ترجمه شده‌است. همانند کتاب ویکنت دونیم‌شده.